# 甘肃省地震局
甘肃省地震局，是中国地震局和甘肃省人民政府双重领导，以中国地震局为主的事业单位。根据甘肃省人民政府授权，依法履行防震减灾主管机构的各项职责，承担本行政区域内防震减灾工作政府行政管理职能。

## 沿革
甘肃省地震局的前身，是1958年中国科学院北京地球物理研究所兰州地球物理研究室。1959年5月，在兰州地球物理研究室的基础上，成立了中国科学院地球物理所兰州分所，1962年，定名为中国科学院兰州地球物理研究所。1970年，在原兰州地球物理研究所的基础上，与国家测绘局西安测量大队、地质部西北地震地质队等单位合并，建立了国家地震局兰州地震大队。同年设立甘肃省革命委员会地震工作领导小组。1978年2月3日，撤销兰州地震大队建制，在原兰州地震大队和省地震办公室的基础上成立了国家地震局兰州地震研究所和甘肃省地震局，两块牌子，一套机构，既是甘肃省的地震工作管理机构，又是甘肃省及整个西北地区的地震科研机构。

## 组织
甘肃省地震局设有办公室、业务处、后勤处、监测处、地方地震工作管理处、震源物理研究室、综合预报研究室、传输计算研究室、水化学预报地震研究室、电磁预报地震研究室、工程地震研究室、地震地质力学研究室、地壳结构研究室、情报资料室等13个处室。

## 职能
甘肃省地震局职能有：
- 根据有关法律、法规、规章的规定，监督、检查和管理甘肃省的防震减灾工作，负责拟定有关防震减灾的方针、政策，起草地方性法规、规章，制定规范性文件，并组织实施。
- 组织编制甘肃省防震减灾规划和计划并组织实施；推进防震减灾计划体制和相应经费渠道的建立和完善；管理、监督事业费、基本建设费和专项资金的使用。
- 负责建立地震监测预报工作体系。按照全国地震监测台网（站）建设规划，负责统一规划全省地震台网（站）及信息系统的建设，实现资源共享；制定全省地震监测预报方案并组织实施；管理省级地震监测台网（站）；负责提出地震预报意见；强化全省地震重点监视防御区和地震重点危险区的震情跟踪；对市（州）、县地震监测台网（站）和群测群防工作实行行业管理；会同有关部门依法保护地震监测设施和地震监测环境。
- 会同有关部门建立震灾预防工作体系。负责监督管理本行政区域内建设工程抗震设防要求和地震安全性评价工作管理地震安全性评价工作，按职责权限审定地震安全性评价结果，确定抗震设防要求；管理本行政区域内地震灾害预测；制定本行政区域破坏性地震应急预案并检查落实情况；组织开展防震减灾知识的宣传教育工作，并按照有关规定审核防震减灾宣传报道。
- 承担甘肃省人民政府抗震救灾指挥机构和甘肃省人民政府防震减灾工作联席会议办事机构的职能；负责震情和灾情速报，会同有关部门组织地震灾害调查与损失评估；参与制定地震灾区重建规划。
- 会同有关部门建立地震紧急救援工作体系。开展地震应急、救援技术和装备的研究与开发；会同有关部门组建和培训省地震紧急救援队伍；协助地方人民政府建立地震重点监视防御区的地震应急救援物资储备系统。
- 组织开展水库地震的监测和研究工作，会同有关部门防范地震次生灾害。承担国际禁止核试验的地震核查工作。
- 承担全省的行政复议、行政诉讼工作；负责地震行业质量与技术监督管理工作；负责地震技术标准的宣传、贯彻、实施和监督；管理地震计量工作。
- 推进地震科学技术现代化；组织开展地震科学技术研究及其成果的推广应用；开展地震科学技术国际合作与交流；指导和管理与防震减灾事业有关的学会、协会工作。
- 领导下属单位；指导市（州）、县防震减灾工作。
- 承担中国地震局和甘肃省人民政府交办的其他事项。